# Salix calyculata
Salix calyculata är en videväxtart som beskrevs av Joseph Dalton Hooker och Nils Johan Andersson. Salix calyculata ingår i släktet viden, och familjen videväxter. Utöver nominatformen finns också underarten S. c. gongshanica.